# Élections locales grecques de 2010
Les élections locales grecques de 2010 ont eu lieu les 7 et 14 novembre 2010, pour élire les dirigeants et conseils des 13 périphéries (régions) et des 325 dèmes (municipalités). 
Le Mouvement socialiste panhellénique obtient 8 régions dont 1 en coalition avec LAOS alors que Nouvelle Démocratie remporte 3 des 13 régions et 2 en coalition avec LAOS.

## Contexte

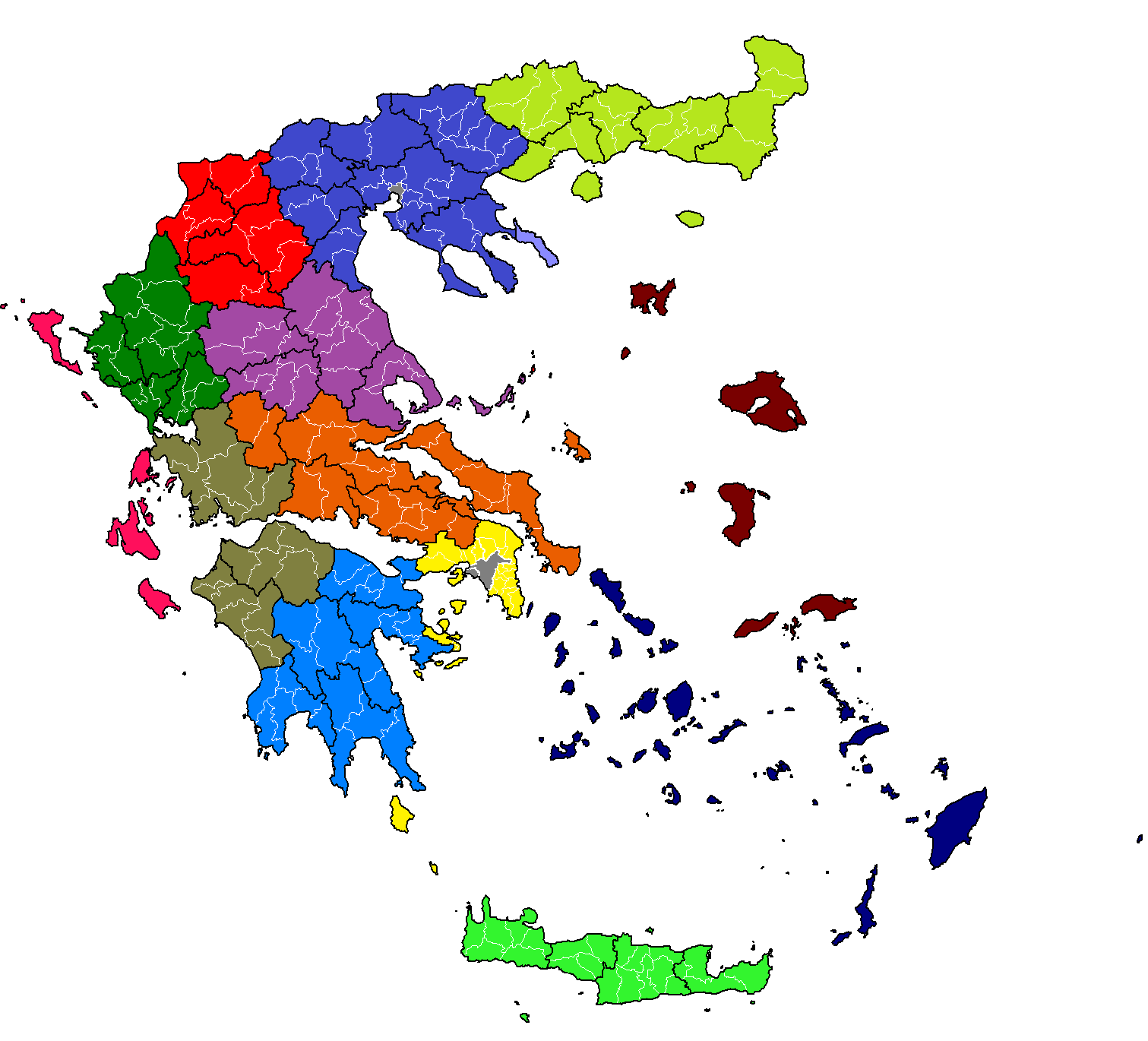
Les périphéries.

Le Programme Kallikratis est une réforme faite en 2010 et qui crée des conseils régionaux avec des gouverneurs à leurs têtes.
Il y a 13 périphéries :
- Macédoine-Orientale-et-Thrace
- Macédoine-Centrale
- Macédoine-Occidentale
- Thessalie
- Épire
- Îles Ioniennes
- Grèce-Occidentale
- Grèce-Centrale
- Attique
- Péloponnèse
- Crète
- Égée-Méridionale
- Égée-Septentrionale

## Résultats

### Gouverneurs élus
| Régions                       | Gouverneurs élus            | Gouverneurs élus | Gouverneurs élus |
| ----------------------------- | --------------------------- | ---------------- | ---------------- |
| Attique                       | Ioannis Sgouros (el)        |                  | PASOK            |
| Crète                         | Stávros Arnaoutákis         |                  | PASOK            |
| Égée-Méridionale              | Ioannis Mahairidis (el)     |                  | PASOK            |
| Égée-Septentrionale           | Athanasios Giakalis (el)    |                  | PASOK            |
| Épire                         | Alexandros Kachrimanis (el) |                  | ND               |
| Grèce occidentale             | Apostolos Katsifaras        |                  | PASOK            |
| Grèce centrale                | Kléarchos Pergandas (el)    |                  | PASOK            |
| Îles ioniennes                | Spyros Spyrou (el)          |                  | ND               |
| Macédoine centrale            | Panagiotis Psomiadis (el)   |                  | ND               |
| Macédoine occidentale         | Konstantinos Dakis (el)     |                  | ND               |
| Macédoine orientale et Thrace | Aristidis Giannakidis (el)  |                  | PASOK            |
| Péloponnèse                   | Petros Tatoulis (en)        |                  | PASOK            |
| Thessalie                     | Konstantinos Agorastos (el) |                  | ND               |

### Attique
Ioannis Sgouros (PASOK) est élu.
| Parti | Parti       | Candidats                      | 1er tour | 1er tour | 1er tour | 2d tour | 2d tour | 2d tour | Total des sièges |
| Parti | Parti       | Candidats                      | Voix     | %        | Sièges   | Voix    | %       | Sièges  | Total des sièges |
| ----- | ----------- | ------------------------------ | -------- | -------- | -------- | ------- | ------- | ------- | ---------------- |
|       | PASOK       | Ioannis Sgouros (el)           | 342 555  | 24,05 %  | 12       | 522 838 | 52,87 % | 49      | 61 / 101         |
|       | ND          | Vasileios Kikilias             | 292 113  | 20,44 %  | 11       | 466 134 | 47,13 % | 1       | 12 / 101         |
|       | SE          | Ioannis Dimaras (Athènes) (el) | 227 314  | 15,96 %  | 8        |         |         |         | 8 / 101          |
|       | KKE         | Athanasios Pafilis             | 205 742  | 14,45 %  | 8        |         |         |         | 8 / 101          |
|       | LAOS        | Spyrídon-Ádonis Georgiádis     | 93 580   | 6,57 %   | 3        |         |         |         | 3 / 101          |
|       | SYRIZA      | Alexis Mitropoulos             | 88 703   | 6,28 %   | 3        |         |         |         | 3 / 101          |
|       | OP          | Konstantinos Diakos            | 57 528   | 4,04 %   | 2        |         |         |         | 2 / 101          |
|       | DIMAR       | Grigoris Psarianos             | 54 248   | 3,81 %   | 2        |         |         |         | 2 / 101          |
|       | ANTARSYA    | Aggelos Hagios                 | 32 547   | 2,29 %   | 1        |         |         |         | 1 / 101          |
|       | SE (SYRIZA) | Alékos Alavános                | 30 816   | 2,16 %   | 1        |         |         |         | 1 / 101          |

### Crète
Stávros Arnaoutákis (PASOK) est élu dès le 1er tour.
| Parti | Parti      | Candidats              | 1er tour | 1er tour | 1er tour | Total des sièges |
| Parti | Parti      | Candidats              | Voix     | %        | Sièges   | Total des sièges |
| ----- | ---------- | ---------------------- | -------- | -------- | -------- | ---------------- |
|       | PASOK      | Stávros Arnaoutákis    | 165 726  | 50,30 %  | 31       | 31 / 51          |
|       | SE         | Dimitrios Giannoulakis | 57 735   | 17,52 %  | 7        | 7 / 51           |
|       | ND         | Ioannis Plakiotakis    | 49 025   | 14,88 %  | 6        | 6 / 51           |
|       | KKE        | Stylianos Orfanos      | 22 863   | 6,93 %   | 3        | 3 / 51           |
|       | SYRIZA     | Georgios Stathakis     | 16 224   | 4,92 %   | 2        | 2 / 51           |
|       | OP - DIMAR | Antonios Anipsitakis   | 12 616   | 3,83 %   | 1        | 1 / 51           |
|       | ANTARSYA   | Serafeim Rizos         | 5 302    | 1,61 %   | 1        | 1 / 51           |

### Égée-Méridionale
Ioannis Machairidis (PASOK) est élu dès le 1er tour.
| Parti | Parti  | Candidats            | 1er tour | 1er tour | 1er tour | Total des sièges |
| Parti | Parti  | Candidats            | Voix     | %        | Sièges   | Total des sièges |
| ----- | ------ | -------------------- | -------- | -------- | -------- | ---------------- |
|       | PASOK  | Ioannis Machairidis  | 86 735   | 50,90 %  | 31       | 31 / 51          |
|       | ND     | Charalambos Kokkinos | 52 973   | 31,08 %  | 13       | 13 / 51          |
|       | KKE    | Efthalia Kafantari   | 15 401   | 9,04 %   | 4        | 4 / 51           |
|       | SYRIZA | Nikolaos Syrmalenios | 8 751    | 5,14 %   | 2        | 2 / 51           |
|       | OP     | Nikolaos Chrysogelos | 6 558    | 3,85 %   | 1        | 1 / 51           |

### Égée-Septentrionale
Athanasios Giakalis (PASOK) est élu.
| Parti | Parti     | Candidats           | 1er tour | 1er tour | 1er tour | 2d tour | 2d tour | 2d tour | Total des sièges |
| Parti | Parti     | Candidats           | Voix     | %        | Sièges   | Voix    | %       | Sièges  | Total des sièges |
| ----- | --------- | ------------------- | -------- | -------- | -------- | ------- | ------- | ------- | ---------------- |
|       | PASOK     | Athanasios Giakalis | 38 952   | 36,32 %  | 8        | 43 151  | 50,77 % | 17      | 25 / 41          |
|       | ND - LAOS | Pavlos Vogiatzis    | 41 054   | 38,28 %  | 8        | 41 842  | 49,23 % | 3       | 11 / 41          |
|       | KKE       | Efstratios Korakas  | 16 877   | 15,74 %  | 3        |         |         |         | 3 / 41           |
|       | SYRIZA    | Vasileios Tentomas  | 4 517    | 4,21 %   | 1        |         |         |         | 1 / 41           |
|       | OP        | Ilias Gianniris     | 3 453    | 3,22 %   | 1        |         |         |         | 1 / 41           |
|       | ANTARSYA  | Ignace Tsirpelis    | 2 393    | 2,23 %   | 0        |         |         |         | 0 / 41           |

### Épire
Alexandros Kachrimanis (ND - LAOS) est élu.
| Parti | Parti      | Candidats               | 1er tour | 1er tour | 1er tour | 2d tour | 2d tour | 2d tour | Total des sièges |
| Parti | Parti      | Candidats               | Voix     | %        | Sièges   | Voix    | %       | Sièges  | Total des sièges |
| ----- | ---------- | ----------------------- | -------- | -------- | -------- | ------- | ------- | ------- | ---------------- |
|       | ND - LAOS  | Alexandros Kachrimanis  | 100 465  | 44,76 %  | 12       | 97 667  | 55,04 % | 19      | 31 / 51          |
|       | PASOK      | Evangelos Argyris       | 86 893   | 38,70 %  | 10       | 79 775  | 44,96 % | 6       | 16 / 51          |
|       | KKE        | Konstantinos Konstantis | 18 766   | 8,36 %   | 2        |         |         |         | 2 / 51           |
|       | SYRIZA     | Ioannis Papadimitriou   | 8 054    | 3,59 %   | 1        |         |         |         | 1 / 51           |
|       | ANTARSYA   | Nikolos Zikos           | 5 915    | 2,63 %   | 1        |         |         |         | 1 / 51           |
|       | OP - DIMAR | Georgios Zapsas         | 4 407    | 1,96 %   | 0        |         |         |         | 0 / 51           |

### Grèce occidentale
Apóstolos Katsifáras (PASOK) est élu.
| Parti | Parti    | Candidats                     | 1er tour | 1er tour | 1er tour | 2d tour | 2d tour | 2d tour | Total des sièges |
| Parti | Parti    | Candidats                     | Voix     | %        | Sièges   | Voix    | %       | Sièges  | Total des sièges |
| ----- | -------- | ----------------------------- | -------- | -------- | -------- | ------- | ------- | ------- | ---------------- |
|       | PASOK    | Apóstolos Katsifáras          | 169 002  | 43,32 %  | 11       | 142 891 | 56,63 % | 20      | 31 / 51          |
|       | ND       | Georgios Papanastasiou        | 104 148  | 26,70 %  | 7        | 109 418 | 43,37 % | 5       | 12 / 51          |
|       | KKE      | Nikólaos Karathanasópoulos    | 43 455   | 11,14 %  | 3        |         |         |         | 3 / 51           |
|       | OP       | Konstantínos Papakonstantínou | 15 969   | 4,09 %   | 1        |         |         |         | 1 / 51           |
|       | DIMAR    | Nikolaos Tsoukalis            | 15 077   | 3,86 %   | 1        |         |         |         | 1 / 51           |
|       | SYRIZA   | Vasilis Chatzilambrou         | 14 415   | 3,70 %   | 1        |         |         |         | 1 / 51           |
|       | LAOS     | Alexandros Chrysanthakopoulos | 11 842   | 3,04 %   | 1        |         |         |         | 1 / 51           |
|       | ANTARSYA | Dimitrios Desyllas            | 8 892    | 2,28 %   | 1        |         |         |         | 1 / 51           |
|       | XA       | Christos Rigas                | 7 318    | 1,88 %   | 0        |         |         |         | 0 / 51           |

### Grèce centrale
Klearchos Pergantas (PASOK) est élu.
| Parti | Parti      | Candidats            | 1er tour | 1er tour | 1er tour | 2d tour | 2d tour | 2d tour | Total des sièges |
| Parti | Parti      | Candidats            | Voix     | %        | Sièges   | Voix    | %       | Sièges  | Total des sièges |
| ----- | ---------- | -------------------- | -------- | -------- | -------- | ------- | ------- | ------- | ---------------- |
|       | PASOK      | Klearchos Pergantas  | 126 020  | 39,02 %  | 10       | 130 189 | 52,93 % | 21      | 31 / 51          |
|       | ND         | Athanasios Cheimaras | 116 399  | 35,20 %  | 9        | 115 766 | 47,07 % | 4       | 13 / 51          |
|       | KKE        | Geórgios Marínos     | 35 954   | 10,87 %  | 3        |         |         |         | 3 / 51           |
|       | LAOS       | Nikolaos Papandreou  | 26 324   | 7,96 %   | 2        |         |         |         | 2 / 51           |
|       | SYRIZA     | Nikolaos Stoupis     | 12 319   | 3,70 %   | 1        |         |         |         | 1 / 51           |
|       | OP - DIMAR | Despoina Spanoudi    | 10 753   | 3,25 %   | 1        |         |         |         | 1 / 51           |

### Îles ioniennes
Spyridon Spyrou (ND) est élu.
| Parti | Parti       | Candidats             | 1er tour | 1er tour | 1er tour | 2d tour | 2d tour | 2d tour | Total des sièges |
| Parti | Parti       | Candidats             | Voix     | %        | Sièges   | Voix    | %       | Sièges  | Total des sièges |
| ----- | ----------- | --------------------- | -------- | -------- | -------- | ------- | ------- | ------- | ---------------- |
|       | ND          | Spyridon Spyrou       | 34 302   | 30,40 %  | 6        | 43 330  | 50,80 % | 19      | 25 / 41          |
|       | PASOK       | Ilias Beriatos        | 28 832   | 25,55 %  | 5        | 41 966  | 49,20 % | 1       | 6 / 41           |
|       | SE          | Giorgos Kaloudis      | 22 290   | 19,76 %  | 4        |         |         |         | 4 / 41           |
|       | KKE         | Theodoros Goulis      | 17 226   | 15,30 %  | 3        |         |         |         | 3 / 41           |
|       | SYRIZA - OP | Theodoros Galatsiatos | 4 940    | 4,38 %   | 1        |         |         |         | 1 / 41           |
|       | DIMAR       | Sotirios Vlachos      | 2 691    | 2,39 %   | 1        |         |         |         | 1 / 41           |
|       | ANTARSYA    | Antonia Lachanioti    | 2 509    | 2,22 %   | 1        |         |         |         | 1 / 41           |

### Macédoine centrale
Panagiotis Psomiadis (ND) est élu.
| Parti | Parti    | Candidats                 | 1er tour | 1er tour | 1er tour | 2d tour | 2d tour | 2d tour | Total des sièges |
| Parti | Parti    | Candidats                 | Voix     | %        | Sièges   | Voix    | %       | Sièges  | Total des sièges |
| ----- | -------- | ------------------------- | -------- | -------- | -------- | ------- | ------- | ------- | ---------------- |
|       | ND       | Panagiotis Psomiadis      | 421 859  | 43,19 %  | 16       | 406 890 | 52,56 % | 27      | 43 / 71          |
|       | PASOK    | Markos Bolaris            | 299 633  | 30,68 %  | 11       | 367 272 | 47,44 % | 8       | 19 / 71          |
|       | KKE      | Theodosios Konstantinidis | 88 739   | 9,09 %   | 3        |         |         |         | 3 / 71           |
|       | LAOS     | Kyriákos Velópoulos       | 64 236   | 6,58 %   | 2        |         |         |         | 2 / 71           |
|       | SYRIZA   | Anastasios Kourakis       | 35 536   | 3,64 %   | 1        |         |         |         | 1 / 71           |
|       | OP       | Michael Tremopoulos       | 30 358   | 3,11 %   | 1        |         |         |         | 1 / 71           |
|       | DIMAR    | Asimina Xyrotyri-Asimaki  | 19 724   | 2,02 %   | 1        |         |         |         | 1 / 71           |
|       | ANTARSYA | Ioannis Koutras           | 16 644   | 1,70 %   | 1        |         |         |         | 1 / 71           |

### Macédoine occidentale
Konstantinos Dakis (ND) est élu.
| Parti | Parti       | Candidats               | 1er tour | 1er tour | 1er tour | 2d tour | 2d tour | 2d tour | Total des sièges |
| Parti | Parti       | Candidats               | Voix     | %        | Sièges   | Voix    | %       | Sièges  | Total des sièges |
| ----- | ----------- | ----------------------- | -------- | -------- | -------- | ------- | ------- | ------- | ---------------- |
|       | ND          | Konstantinos Dakis      | 89 273   | 46,30 %  | 12       | 79 216  | 51,81 % | 19      | 31 / 51          |
|       | PASOK       | Ioannis Papaiordanidis  | 74 050   | 38,40 %  | 10       | 73 675  | 48,19 % | 6       | 16 / 51          |
|       | KKE         | Antonios Tsakonas       | 15 851   | 8,22 %   | 2        |         |         |         | 2 / 51           |
|       | SYRIZA - OP | Antonis Kyrinas         | 6 283    | 3,26 %   | 1        |         |         |         | 1 / 51           |
|       | LAOS        | Pavlos Altinis          | 4 619    | 2,40 %   | 1        |         |         |         | 1 / 51           |
|       | ANTARSYA    | Spyridon Konstantinidis | 2 755    | 1,43 %   | 0        |         |         |         | 0 / 51           |

### Macédoine orientale et Thrace
Aris Giannakidis (PASOK) est élu.
| Parti | Parti    | Candidats         | 1er tour | 1er tour | 1er tour | 2d tour | 2d tour | 2d tour | Total des sièges |
| Parti | Parti    | Candidats         | Voix     | %        | Sièges   | Voix    | %       | Sièges  | Total des sièges |
| ----- | -------- | ----------------- | -------- | -------- | -------- | ------- | ------- | ------- | ---------------- |
|       | PASOK    | Aris Giannakidis  | 150 257  | 41,75 %  | 11       | 158 262 | 51,49 % | 20      | 31 / 51          |
|       | ND       | Giorgos Pavlidis  | 147 845  | 41,08 %  | 11       | 149 101 | 48,51 % | 5       | 16 / 51          |
|       | KKE      | Christos Trellis  | 27 852   | 7,74 %   | 2        |         |         |         | 2 / 51           |
|       | SYRIZA   | Dimitris Charitou | 16 609   | 4,62 %   | 1        |         |         |         | 1 / 51           |
|       | OP       | Athanasios Makris | 10 787   | 3,00 %   | 1        |         |         |         | 1 / 51           |
|       | ANTARSYA | Georgios Botsidis | 6 523    | 1,81 %   | 0        |         |         |         | 0 / 51           |

### Péloponnèse
Petros Tatoulis (PASOK - LAOS) est élu.
| Parti | Parti        | Candidats            | 1er tour | 1er tour | 1er tour | 2d tour | 2d tour | 2d tour | Total des sièges |
| Parti | Parti        | Candidats            | Voix     | %        | Sièges   | Voix    | %       | Sièges  | Total des sièges |
| ----- | ------------ | -------------------- | -------- | -------- | -------- | ------- | ------- | ------- | ---------------- |
|       | PASOK - LAOS | Petros Tatoulis      | 157 597  | 41,71 %  | 11       | 156 960 | 52,53 % | 20      | 31 / 51          |
|       | ND           | Dimitrios Drakos     | 154 691  | 40,94 %  | 11       | 141 863 | 47,47 % | 5       | 16 / 51          |
|       | KKE          | Nikolaos Gontikas    | 25 669   | 6,79 %   | 2        |         |         |         | 2 / 51           |
|       | SYRIZA       | Athanasios Petrakos  | 14 835   | 3,93 %   | 1        |         |         |         | 1 / 51           |
|       | OP           | Lambros Bouklis      | 7 212    | 1,91 %   | 1        |         |         |         | 1 / 51           |
|       | ANTARSYA     | Panagiotis Katsaris  | 6 443    | 1,71 %   | 0        |         |         |         | 0 / 51           |
|       | DIMAR        | Georgios Tsogas      | 5 920    | 1,57 %   | 0        |         |         |         | 0 / 51           |
|       | XA           | Theodoros Sabaziotis | 5 468    | 1,45 %   | 0        |         |         |         | 0 / 51           |

### Thessalie
Konstantinos Agorastos (ND) est élu.
| Parti | Parti    | Candidats                | 1er tour | 1er tour | 1er tour | 2d tour | 2d tour | 2d tour | Total des sièges |
| Parti | Parti    | Candidats                | Voix     | %        | Sièges   | Voix    | %       | Sièges  | Total des sièges |
| ----- | -------- | ------------------------ | -------- | -------- | -------- | ------- | ------- | ------- | ---------------- |
|       | ND       | Konstantinos Agorastos   | 170 323  | 38,59 %  | 10       | 174 134 | 50,56 % | 21      | 31 / 51          |
|       | PASOK    | Apostolos Papatolias     | 153 821  | 34,85 %  | 9        | 170 273 | 49,44 % | 4       | 13 / 51          |
|       | KKE      | Evangelos Boutas         | 57 831   | 13,10 %  | 3        |         |         |         | 3 / 51           |
|       | LAOS     | Asterios Rondoulis       | 19 592   | 4,44 %   | 1        |         |         |         | 1 / 51           |
|       | SYRIZA   | Konstantinos Poulakis    | 13 571   | 3,08 %   | 1        |         |         |         | 1 / 51           |
|       | OP       | Dimítrios Kourétas       | 12 015   | 2,72 %   | 1        |         |         |         | 1 / 51           |
|       | ANTARSYA | Theofanis Genikomsiou    | 7 444    | 1,69 %   | 1        |         |         |         | 1 / 51           |
|       | DIMAR    | Athanasios Zacharopoulos | 6 720    | 1,52 %   | 0        |         |         |         | 0 / 51           |

## Grandes municipalités

### Ville d'Athènes
Geórgios Kamínis (PASOK - OP - DIMAR - Drassi - Alliance libérale) est élu.
| Parti | Parti                                           | Candidats              | 1er tour | 1er tour | 2d tour | 2d tour | Total des sièges |
| Parti | Parti                                           | Candidats              | Voix     | %        | Voix    | %       | Total des sièges |
| ----- | ----------------------------------------------- | ---------------------- | -------- | -------- | ------- | ------- | ---------------- |
|       | PASOK - OP - DIMAR - Drassi - Alliance libérale | Geórgios Kamínis       | 54 636   | 28,28 %  | 77 165  | 51,95 % | 29 / 49          |
|       | ND - LAOS                                       | Nikítas Kaklamánis     | 67 576   | 34,97 %  | 71 366  | 48,05 % | 11 / 49          |
|       | KKE                                             | Nikolaos Sofianos      | 26 555   | 13,74 %  |         |         | 3 / 49           |
|       | SE                                              | Georgios Amyras        | 14 237   | 7,37 %   |         |         | 2 / 49           |
|       | SYRIZA                                          | Eleni Portaliou        | 11 204   | 5,80 %   |         |         | 2 / 49           |
|       | XA                                              | Nikólaos Michaloliákos | 10 222   | 5,29 %   |         |         | 1 / 49           |
|       | ANTARSYA                                        | Petros Konstantinou    | 5 548    | 2,87 %   |         |         | 1 / 49           |
|       |                                                 | Michail Iliadis        | 3 251    | 1,68 %   |         |         | 0 / 49           |